# Kosiwka (obwód kijowski)
Kosiwka (ukr. Косівка) – wieś na Ukrainie, w obwodzie kijowskim, w rejonie białocerkiewskim, u ujścia Kosy do Rosi. W 2025 roku liczyła 600 mieszkańców.